# 巴基斯坦國家博物館
巴基斯坦国家博物馆  是位于巴基斯坦卡拉奇的一家國立博物馆
。以古印度河流域文明的一些遺物而聞名。

## 历史
巴基斯坦国家博物馆于1951年在弗里尔成立，取代了已不复存在的维多利亚博物馆。弗里尔大厅本身建于1865年，是为了纪念19世纪信德省专员巴特尔·弗里尔爵士。博物馆落成后，巴基斯坦政府认为明智的做法是于1950年成立咨询委员会，其主要职责是就通过新收购和购买古物和艺术品来丰富其藏品的问题向博物馆提供咨询。1970年，博物馆迁至位于伯恩斯花园的现址。

## 藏品

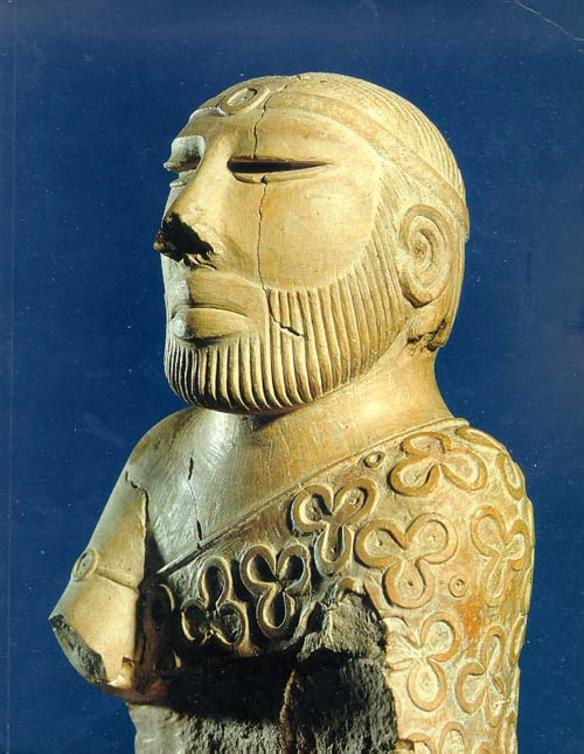
祭司王雕像, 2400–1900BC

1970年，博物馆内只有四个画廊。随着时间的推移，博物馆不断发展壮大，目前该建筑共有十一个画廊，其中包括一个“古兰经画廊”。国家博物馆藏有 300 多本《古兰经》，其中展出了大约 52 部珍贵的手稿。该博物馆还收藏了与巴基斯坦文化遗产相关的重要藏品。其他一些画廊展示印度河文明文物、犍陀罗文明雕塑、伊斯兰艺术、细密画、古钱币和记录巴基斯坦政治历史的手稿。还有一个民族学画廊，里面有生活在现代巴基斯坦四个省的不同种族的真人大小的雕像。
博物馆收藏了在摩亨佐-达罗遗址发现的印章和雕像。这些雕像包括所谓的祭司王、陶土玩具和许多印章。它还展示了回历中发现的一些古钱币以及巴基斯坦民族英雄的一些物品：奎德·阿扎姆的钢笔、袖口和剑；阿拉马·伊克巴尔的私人椅子和笔；以及Liaqat Ali Khan的私人伊塔瓶、手表和手杖。有画廊展示穆斯林过去制作的服装、人们制作的陶器、穆斯林制作的眼镜以及使用的器具。
该博物馆收藏了 58,000 枚古钱币（其中一些可追溯至 74 年阿尔希吉拉），以及数百件保存完好的雕塑。考古和博物馆部门的约7万份出版物、书籍和其他阅读材料也被转移到国家博物馆，以便公众可以看到。国家博物馆每年在国庆节等场合举办十几场展览。